# Tetragnatha geniculata
Tetragnatha geniculata är en spindelart som beskrevs av Karsch 1891. Tetragnatha geniculata ingår i släktet sträckkäkspindlar, och familjen käkspindlar. Inga underarter finns listade i Catalogue of Life.